# Nekrolog 1573
Nekrolog
◄◄
| ◄
| 1569
| 1570
| 1571
| 1572
| 1573 | 1574 | 1575 | 1576 | 1577 | ► | ►►
Weitere Ereignisse | Allgemeiner Nekrolog 1573
Die Beschreibung der verstorbenen Person sollte so kurz wie möglich gehalten sein und nur deren signifikante Tätigkeit(en) enthalten.
Neue Namen ggf. auch unter dem Geburts- und Sterbedatum, also etwa unter 1. Januar und im Geburts- und Sterbejahr (2024) eintragen (nur bei entsprechender großer Wichtigkeit). Für Beispiele siehe die schon vorhandenen Artikel.
Außerdem über die fünf zuletzt Verstorbenen, zu denen es einen ausreichend guten Artikel für eine Präsentation auf der Hauptseite gibt, nach der todesbedingten Überarbeitung der Artikel ggf. auch unter Wikipedia Diskussion:Hauptseite informieren und sie am besten auch in den anderen Wikipedia-Sprachversionen eintragen. Tipp: Regelmäßig bei news.google.de nach „ist tot“, „gestorben“ oder „verstorben“ suchen.
Wenn eine Person gestorben ist, gibt es viele Seiten zu dieser Person in der Wikipedia, die davon auch betroffen sind und entsprechend aktualisiert werden müssen. Beispiele: Namenübersichtsseite, Geburtsjahr, Geburtsort-Seiten und viele mehr.
Wie finde ich die betroffenen Seiten?
Im Suchfeld auf der linken Seite gibt man den Suchbegriff so ein: „Vorname Nachname“. Dann klickt man auf Volltext und alle Seiten mit entsprechendem Suchtext werden aufgerufen. Hier sieht man dann schnell, wo auch das Todesjahr Sinn macht oder sogar ein Teil des Artikels angepasst werden muss. Auch hilft das „Werkzeug“ auf der linken Seite sehr gut, um solche Seiten aufzufinden: „Links auf diese Seite“. Somit ist die Wikipedia wieder aktuell in allen Bereichen! Hinweis: bei Eintragung der Kategorie „Gestorben JAHR“ wird der Missbrauchsfilter 49 ausgelöst, was jedoch nicht schlimm ist. Siehe: Spezial:Missbrauchsfilter/49
Dies ist eine Liste von im Jahr 1573 verstorbenen bekannten Persönlichkeiten. Die Einträge erfolgen innerhalb der einzelnen Daten alphabetisch sortiert. Tiere sind im Nekrolog für Tiere zu finden.

## Januar
| Tag        | Name                                         | Beruf, bekannt als                                                                           | Alter | Beleg |
| ---------- | -------------------------------------------- | -------------------------------------------------------------------------------------------- | ----- | ----- |
| 1. Januar  | Johann Pfeffinger                            | deutscher evangelischer Theologe und Prediger                                                | 79    |       |
| 1. Januar  | Maljuta Skuratow                             | Anführer der Opritschniki unter Zar Iwan IV.                                                 |       |       |
| 9. Januar  | Abdias Prätorius                             | evangelischer Theologe und Reformator                                                        | 48    |       |
| 12. Januar | William Howard, 1. Baron Howard of Effingham | englischer Großadmiral                                                                       |       |       |
| 21. Januar | Joachim Cureus                               | deutscher theologischer Schriftsteller, Historiker und Mediziner                             | 40    |       |
| 22. Januar | Anton I.                                     | deutscher Adliger, Graf von Oldenburg und Delmenhorst                                        |       |       |
| 26. Januar | Jakob Hogensee                               | lutherischer Theologe                                                                        | 77    |       |
| 28. Januar | Lippold Ben Chluchim                         | Hoffaktor und Münzmeister unter Kurfürst Joachim II. Hektor am kurfürstlichen Hofe zu Berlin |       |       |
| 31. Januar | Hieronymus Köler der Ältere                  | deutscher Reiseschriftsteller                                                                | 66    |       |

## Februar
| Tag         | Name                | Beruf, bekannt als                                           | Alter | Beleg |
| ----------- | ------------------- | ------------------------------------------------------------ | ----- | ----- |
| 7. Februar  | Hedwig Jagiellonica | polnische Prinzessin aus dem Adelsgeschlecht der Jagiellonen | 59    |       |
| 15. Februar | Matija Gubec        | Anführer eines Bauernaufstands „Seljačka buna“               |       |       |
| 15. Februar | Hans von Ponickau   | kursächsischer Rat                                           |       |       |
| 16. Februar | Georg Witzel        | deutscher Theologe und Gegner Luthers                        |       |       |
| 23. Februar | Burchard von Oberg  | Bischof von Hildesheim                                       |       |       |

## März
| Tag      | Name                             | Beruf, bekannt als                                                 | Alter | Beleg |
| -------- | -------------------------------- | ------------------------------------------------------------------ | ----- | ----- |
| 2. März  | Johann Wilhelm                   | Herzog von Sachsen-Weimar                                          | 42    |       |
| 3. März  | Claude de Lorraine, duc d’Aumale | Markgraf von Mayenne und Herzog von Aumale                         | 46    |       |
| 10. März | Hans Mielich                     | deutscher Maler und Zeichner                                       |       |       |
| 11. März | Edmund Brydges, 2. Baron Chandos | englischer Peer und Politiker                                      |       |       |
| 13. März | Michel de L’Hospital             | französischer Staatsmann, Jurist und humanistischer Schriftsteller |       |       |
| 31. März | Marco Dionisio Taddei            | Schweizer Festungs- und Hofbaumeister                              |       |       |
| 31. März | Guillaume Le Testu               | französischer Kartograf                                            |       |       |

## April
| Tag       | Name                        | Beruf, bekannt als                           | Alter | Beleg |
| --------- | --------------------------- | -------------------------------------------- | ----- | ----- |
| 1. April  | Jürgen Richolff der Jüngere | deutscher Buchdrucker                        |       |       |
| 2. April  | Otto von Waldburg           | Bischof von Augsburg                         | 59    |       |
| 7. April  | Andreas Masius              | katholischer Kleriker, Humanist und Syrologe | 58    |       |
| 19. April | Hilmar von Münchhausen      | deutscher Adliger und Söldnerführer          | 61    |       |

## Mai
| Tag     | Name                            | Beruf, bekannt als | Alter | Beleg |
| ------- | ------------------------------- | --- | ----- | ----- |
| 3. Mai  | Thomas Schütze                  | deutscher Bürgermeister |       |       |
| 4. Mai  | Lambert Auer                    | Jesuit, Prediger und Theologe |       |       |
| 7. Mai  | Carsilius Baier von Bellenhofen | pfalz-simmerischer, kurpfälzischer und badischer Oberamtmann und Rat                                                                       |       |       |
| 13. Mai | Takeda Shingen                  | Daimyō und Kriegsherr während der japanischen Zeit der Streitenden Reiche                                                                  | 51    |       |
| 23. Mai | Anton von Ortenburg             | Graf von Ortenburg, Herr zu Mattighofen und Neudeck; kaiserlicher Reichshofrat; herzoglich württembergischer Rat und Pfleger zu Heidenheim | 22    |       |
| 26. Mai | Simon Schard                    | deutscher Jurist, Bibliophil, Mitglied des Reichskammergerichts in Speyer                                                                  |       |       |
| 29. Mai | Johann Kampferbeke              | Lübecker Ratsherr und Unteradmiral |       |       |

## Juni
| Tag      | Name              | Beruf, bekannt als                            | Alter | Beleg |
| -------- | ----------------- | --------------------------------------------- | ----- | ----- |
| 2. Juni  | Hans Glaser       | deutscher Holzschneider und Buchdrucker       |       |       |
| 7. Juni  | Georg Stäheli     | reformierter Pfarrer und Mitstreiter Zwinglis |       |       |
| 8. Juni  | Sebastian Boetius | deutscher evangelischer Theologe              | 58    |       |
| 9. Juni  | William Maitland  | schottischer Politiker                        |       |       |
| 15. Juni | Antun Vrančić     | Erzbischof von Esztergom, Diplomat            | 69    |       |

## Juli
| Tag      | Name                       | Beruf, bekannt als                                                                                       | Alter | Beleg |
| -------- | -------------------------- | --- | ----- | ----- |
| 7. Juli  | Giacomo Barozzi da Vignola | italienischer Architekt                                                                                  | 65    |       |
| 20. Juli | Lancelot von Brederode     | niederländischer Edelmann und Geusenführer                                                               |       |       |
| 29. Juli | John Caius                 | englischer Hofarzt, der das Gonville and Caius College in Cambridge mit einer Spende wiedergegründet hat | 62    |       |

## August
| Tag        | Name                        | Beruf, bekannt als                                         | Alter | Beleg |
| ---------- | --------------------------- | ---------------------------------------------------------- | ----- | ----- |
| 3. August  | William Kirkcaldy of Grange | schottischer Feldherr und Politiker                        |       |       |
| 8. August  | Simon Renard                | Ritter, Burgundischer Diplomat, Berater von Kaiser Karl V. |       |       |
| 15. August | Antoine de Crussol          | französischer Adliger und Militär                          | 45    |       |
| 25. August | Erdmann Kopernikus          | deutscher Dichter, Komponist, Jurist                       |       |       |

## September
| Tag           | Name                   | Beruf, bekannt als                                               | Alter | Beleg |
| ------------- | ---------------------- | ---------------------------------------------------------------- | ----- | ----- |
| 7. September  | Giovanni Aldobrandini  | italienischer Kardinal                                           |       |       |
| 7. September  | Johanna von Spanien    | Habsburgerin, Tochter Karls V., Mutter von Sebastian v. Portugal | 38    |       |
| 22. September | Hans Thomissøn         | dänischer lutherischer Theologe                                  | 41    |       |
| 24. September | Luis de Ávila y Zúñiga | spanischer Diplomat, Feldherr und Geschichtsschreiber            |       |       |

## Oktober
| Tag         | Name             | Beruf, bekannt als                                                            | Alter | Beleg |
| ----------- | ---------------- | ----------------------------------------------------------------------------- | ----- | ----- |
| 5. Oktober  | Peter Tossanus   | evangelischer Theologe und Reformator                                         |       |       |
| 13. Oktober | Urban Sagstetter | katholischer Bischof von Gurk und Administrator von Wien                      |       |       |
| 15. Oktober | Petrus Gonesius  | litauischer Theologe und Vertreter des Antitrinitarismus der Reformationszeit |       |       |
| 26. Oktober | Laurentius Petri | schwedischer reformatorischer Erzbischof                                      |       |       |
| Oktober     | Homer Herpol     | franko-flämischer Komponist, Kapellmeister, Kantor und Kleriker               |       |       |

## November
| Tag          | Name                    | Beruf, bekannt als                                          | Alter | Beleg |
| ------------ | ----------------------- | ----------------------------------------------------------- | ----- | ----- |
| 2. November  | Barnim IX.              | Herzog von Pommern-Stettin                                  | 71    |       |
| 7. November  | Salomo Luria            | jüdischer Gelehrter                                         |       |       |
| 10. November | Friedrich von Wirsberg  | Fürstbischof von Würzburg                                   | 65    |       |
| 12. November | Johann Jakob Ammann     | Schweizer evangelischer Geistlicher und Schulleiter         |       |       |
| 17. November | Juan Ginés de Sepúlveda | spanischer Dominikaner, Humanist, Historiker und Übersetzer |       |       |

## Dezember
| Tag          | Name                 | Beruf, bekannt als                                               | Alter | Beleg |
| ------------ | -------------------- | ---------------------------------------------------------------- | ----- | ----- |
| 27. Dezember | Donato Giannotti     | italienischer politischer Philosoph und Autor von Theaterstücken | 81    |       |
| 29. Dezember | Hans Bolsterer       | deutscher Bildhauer, Bildschnitzer und Medailleur                |       |       |
| 30. Dezember | Giambattista Giraldi | italienischer Dichter                                            |       |       |

## Datum unbekannt
| Tag      | Name                                   | Beruf, bekannt als                                                                      | Alter | Beleg |
| -------- | -------------------------------------- | --------------------------------------------------------------------------------------- | ----- | ----- |
|          | Bartholomew Ball                       | irischer Kaufmann, Ratsherr und Bürgermeister von Dublin                                |       |       |
|          | Imam Birgivi                           | Ulema und Kazasker (Heeresrichter) im Osmanischen Reich                                 |       |       |
|          | Cornelis Boscoop                       | niederländischer Organist, Sänger und Komponist                                         |       |       |
|          | Kaspar Braitmichel                     | Täufer, Chronist der Täufer                                                             |       |       |
|          | Cornelis van Dalem                     | niederländischer Maler                                                                  |       |       |
|          | Hans Daubmann                          | deutscher Buchdrucker                                                                   |       |       |
|          | Hans Dreyling                          | Bergbaufachman                                                                          |       |       |
|          | Oswald von Eck                         | Humanist, Rektor der Universität Ingolstadt und Sammler der Schriften Johannes Aventins |       |       |
|          | Valentin Fischer                       | Abt des Klosters Waldsassen                                                             |       |       |
|          | Marcus Fuchs                           | Dresdner Ratsherr und Bürgermeister                                                     |       |       |
|          | Martín Gutiérrez                       | spanischer Jesuit, Arzt und Prediger                                                    |       |       |
|          | Étienne Jodelle                        | französischer Autor                                                                     |       |       |
|          | Pierre Phalèse                         | flämischer Musikverleger                                                                |       |       |
|          | Gaspard de Saulx, seigneur de Tavannes | französischer Feldherr und Marschall von Frankreich                                     |       |       |
|          | Valentin Triller                       | deutscher Pfarrer                                                                       |       |       |
|          | Robert Weston                          | englischer Jurist, Hochschullehrer und Politiker                                        |       |       |
| Frühjahr | Michail Iwanowitsch Worotynski         | russischer Feldherr und Bojar in der Herrschaftszeit Iwans des Schrecklichen            |       |       |